# Sandhult
Sandhult är en tätort i Borås kommun i Västergötland, Västra Götalands län och kyrkbyn i Sandhults socken med Sandhults kyrka.
Sandhult består av två delar, Kyrkebo på den östra sidan av länsväg 180, samt ABV-området på dess västra sida.
Känt för sin betong. Räknas som orten.

## Befolkningsutveckling
| Befolkningsutvecklingen i Sandhult 1970–2020 | Befolkningsutvecklingen i Sandhult 1970–2020 | Befolkningsutvecklingen i Sandhult 1970–2020 | Befolkningsutvecklingen i Sandhult 1970–2020 | Befolkningsutvecklingen i Sandhult 1970–2020 |
| -------------------------------------------- | -------------------------------------------- | -------------------------------------------- | -------------------------------------------- | -------------------------------------------- |
|                                              |                                              |                                              |                                              |                                              |
| År                                           |                                              |                                              | Folkmängd                                    | Areal (ha)                                   |
| 1970                                         | 1970                                         |                                              | 408                                          |                                              |
| 1975                                         | 1975                                         |                                              | 581                                          |                                              |
| 1980                                         | 1980                                         |                                              | 597                                          |                                              |
| 1990                                         | 1990                                         |                                              | 611                                          | 53                                           |
| 1995                                         | 1995                                         |                                              | 600                                          | 55                                           |
| 2000                                         | 2000                                         |                                              | 605                                          | 55                                           |
| 2005                                         | 2005                                         |                                              | 599                                          | 55                                           |
| 2010                                         | 2010                                         |                                              | 608                                          | 55                                           |
| 2015                                         | 2015                                         |                                              | 563                                          | 59                                           |
| 2020                                         | 2020                                         |                                              | 586                                          | 67                                           |
| Anm.: Ny tätort 1970                         |                                              |                                              |                                              |                                              |

## Kända personer från Sandhult
- Carolina Klüft[5]
- Mia Mulder
- Christoffer Lidén

Från Sandhult och Bollebygd kom även de så kallade Sandhultsbyggmästarna, som mellan 1804 och 1883 uppförde ett stort antal kyrkor i Göteborgs och Skara stift.